# ソラマルジン
ソラマルジン（solamargine）は、ジャガイモ、トマト、ナスといったナス科（Solanaceae）植物に存在する有毒化合物である。ソラマルジンはこれを植物体内に持つイヌホオズキ（Solanum nigrum）の内生菌として単離されたコウジカビ属の一種アスペルギルス・フラバスの1株が培養下で安定して生産している事が確認されている。ソラマルジンはステロイド系アルカロイドのソラソジンをアグリコンに持つ糖アルカロイドである。